# Чуквуезе, Самуэль
Самуэль Чимеренка Чуквуезе (англ. Samuel Chimerenka Chukwueze; род. 22 мая 1999, Умуахия) — нигерийский футболист, вингер итальянского клуба «Милан» и сборной Нигерии.

## Клубная карьера
Чуквуезе — начал заниматься футболом на родине, играя в различных академиях. В 2017 году его заметили скауты испанского «Вильярреала» и он подписал контракт с клубом. Для получения игровой практики Самуэль начал выступать за команду дублёров. 15 апреля 2018 года в матче против «Сабаделя» он дебютировал в Сегунде B. Летом Чуквуезе был включён в заявку основной команды. В сентябре в поединке Лиги Европы против шотландского «Рейнджерс» Самуэль дебютировал за основу, заменив во втором тайме Николу Сансоне. 1 ноября в поединке Кубка Испании против «Альмерии» Самуэль забил свой первый гол за «Вильярреал». 4 ноября в матче против «Леванте» он дебютировал в Ла Лиге. 13 декабря в поединке Лиги Европы против московского «Спартака» Самуэль забил гол. В 2021 году Чуквуезе помог команде выиграть Лигу Европы, отметившись в рамках розыгрыша мячом в ворота турецкого «Сивасспора». В розыгрыше Лиги чемпионов 2021/2022 в матчах против мюнхенской «Баварии» и швейцарского «Янг Бойз» он забил по голу.

## Карьера в сборной
Осенью 2015 года Чуквуезе в составе сборной Нигерии стал победителем юношеского чемпионата мира в Чили. На турнире он сыграл в матчах против команд США, Чили, Хорватии, Австралии, Бразилии, Мексики и Мали. В поединках против австралийцев и чилийцев Самуэль забил три мяча.
20 ноября 2018 года в товарищеском матче против сборной Уганды Чуквезе дебютировал за сборную Нигерии.
В 2019 году Чуквезе завоевал бронзовые медали Кубка Африки 2019 в Египте. На турнире он сыграл в матчах против команд Бурунди, Гвинеи, Туниса, Алжира, ЮАР и Камеруна. В поединке против южноафриканцев Самуэль забил свой первый гол за национальную команду.
В 2022 году Чуквезе во второй раз принял участие в Кубке Африки 2021 в Камеруне. На турнире он сыграл в матчах против команд Египта, Судана и Туниса. В поединке против суданцев Самуэль забил гол.

### Голы за сборную Нигерии
| #   | Дата            | Место                                        | Противник           | Счёт | Результат | Соревнование                   |
| --- | --------------- | -------------------------------------------- | ------------------- | ---- | --------- | ------------------------------ |
| 01. | 10 июля 2019    | Каирский международный стадион, Каир, Египет | ЮАР                 | 2:1  | 2:1       | Кубок африканских наций 2019   |
| 02. | 17 ноября 2019  | Сетсото Стедиум, Масеру, Лесото              | Лесото              | 1:2  | 2:4       | Кубок Африки 2021 квалификация |
| 03. | 13 ноября 2020  | Самуэль Огбемудиа, Бенин-Сити, Нигерия       | Сьерра-Леоне        | 4:0  | 4:4       | Кубок Африки 2021 квалификация |
| 04. | 15 января 2022  | Роумди Адижа, Гаруа, Камерун                 | Судан               | 1:0  | 2:0       | Кубок Африки 2021              |
| 05. | 5 сентября 2023 | Годсвил Акпабио, Уйо, Нигерия                | Сан-Томе и Принсипи | 6:0  | 6:0       | Кубок Африки 2023 квалификация |
| 06. | 18 ноября 2024  | Годсвил Акпабио, Уйо, Нигерия                | Руанда              | 1:0  | 1:2       | Кубок Африки 2025 квалификация |
| 07. | 31 мая 2025     | Брентфорд Коммьюнити, Брентфорд, Англия      | Ямайка              | 1:2  | 2:2       | 2025 Unity Cup                 |

## Статистика
| Выступление      | Выступление      | Выступление      | Лига | Лига | Кубки | Кубки | Еврокубки | Еврокубки | Прочие | Прочие | Итого | Итого |
| Клуб             | Лига             | Сезон            | Игры | Голы | Игры  | Голы  | Игры      | Голы      | Игры   | Голы   | Игры  | Голы  |
| ---------------- | ---------------- | ---------------- | ---- | ---- | ----- | ----- | --------- | --------- | ------ | ------ | ----- | ----- |
| Вильярреал       | Примера          | 2018/19          | 26   | 5    | 3     | 2     | 9         | 1         | 0      | 0      | 38    | 8     |
| Вильярреал       | Примера          | 2019/20          | 37   | 3    | 4     | 1     | 0         | 0         | 0      | 0      | 41    | 4     |
| Вильярреал       | Примера          | 2020/21          | 28   | 4    | 1     | 0     | 11        | 1         | 0      | 0      | 40    | 5     |
| Вильярреал       | Примера          | 2021/22          | 27   | 3    | 2     | 2     | 9         | 2         | 0      | 0      | 38    | 7     |
| Вильярреал       | Примера          | 2022/23          | 37   | 6    | 4     | 4     | 9         | 3         | 0      | 0      | 50    | 13    |
| Вильярреал       | Итого            | Итого            | 155  | 21   | 14    | 9     | 38        | 7         | 0      | 0      | 207   | 37    |
| Милан            | Серия А          | 2023/24          | 2    | 0    | 0     | 0     | 0         | 0         | 0      | 0      | 2     | 0     |
| Милан            | Итого            | Итого            | 2    | 0    | 0     | 0     | 0         | 0         | 0      | 0      | 2     | 0     |
| Всего за карьеру | Всего за карьеру | Всего за карьеру | 157  | 21   | 14    | 9     | 38        | 7         | 0      | 0      | 209   | 37    |

## Достижения
«Вильярреал»
- Победитель Лиги Европы УЕФА: 2020/21

Сборная Нигерии (до 17 лет)
- Победитель юношеского чемпионата мира: 2015